# ハンダ・オーストラリアン・シニアオープン
オーストラリアン・シニアオープン（Australian Senior Open）は、ゴルフオーストラリアが主催していた、シニアゴルフ大会の一つ。1995年と1996年に開催されたが1997年以降は開催されず、2007年より国際スポーツ振興協会 (ISPS)がスポンサーとなって「ハンダ・オーストラリアン・シニアオープン（HANDA Australian Senior Open」として開催され、2012年は「ISPSハンダ・オーストラリアン・シニアオープン（ISPS HANDA Australian Senior Open）」というタイトルで開催された。

## 大会歴代優勝者
| Australian Senior Open            | Australian Senior Open               | Australian Senior Open | Australian Senior Open                              | Australian Senior Open |
| 年                                | 優勝者                               | 出身国                 | 開催地                                              | 優勝スコア             |
| --------------------------------- | ------------------------------------ | ---------------------- | --------------------------------------------------- | ---------------------- |
| 1995                              | ノエル・ラトクリフ（英語）           | オーストラリア         | ヤラヤラゴルフクラブ（英語）（メルボルン）          | 290                    |
| 1996                              | 田原紘                               | 日本                   | スプリングバレーゴルフクラブ（メルボルン）          | 296                    |
| HANDA Australian Senior Open      |                                      |                        |                                                     |                        |
| 2007                              | ウェイン・グラディ（英語）           | オーストラリア         | コンコードゴルフクラブ（英語）（シドニー）          | 210（-3）              |
| 2008                              | ウェイン・グラディ                   | オーストラリア         | コンコードゴルフクラブ（シドニー）                  | 210（-3）              |
| 2009                              | マイケル・ハーウッド（英語）         | オーストラリア         | ロイヤルパースゴルフクラブ（パース）                | 210                    |
| 2010                              | ピーター・シニア（英語）             | オーストラリア         | ロイヤルパースゴルフクラブ（パース）                | 207（-9）              |
| 2011                              | ゲイリー・ウォルステンホルム（英語） | イングランド           | カリーニャップ湖カントリークラブ（英語） （パース） | 212                    |
| ISPS HANDA Australian Senior Open |                                      |                        |                                                     |                        |
| 2012                              | ピーター・ファウラー（英語）         | オーストラリア         | ロイヤルパースゴルフクラブ（パース）                | 207                    |